# Aria (Articolo 31)
Aria è un brano musicale del gruppo italiano Articolo 31, pubblicato nel 1998 dall'etichetta discografica Best Sound come terzo singolo estratto dall'album Nessuno.
Il brano contiene un campionamento di Nell'aria, originariamente interpretata da Marcella Bella.

## Tracce
12"
- Lato A

1. Aria (Versione estesa) – 6:56

- Lato B

1. Aria (Versione estesa (strumentale)) – 6:56

CD promozionale
1. Aria (Versione album) – 3:56